# Park Gi-dong
Park Gi-Dong est un footballeur sud-coréen né le 1er novembre 1988. Il est attaquant.